# Ото Рајзингер
Ото (Отон) Рајзингер (хрв. Oto (Oton) Reisinger), Ранковци код Мурске Соботе, 4. октобар 1927 — Загреб, 6. април 2016) био је хрватски архитекта и карикатуриста. Иако по струци дипломирани архитекта за више од 60 година рада објавио је преко 70.000 највећим делом карикатура и карикатуралних вињета, али и илустрација, стрипова и цртежа. Радове је објавио у многим новинама у тадашњој Југославији и иностранству (Немачкој, Швајцарској, Холандији и Великој Британији). Карикатуре у којима је најчешће илустровао дневно-политичка и друга друштвена збивања (претежно у лику популарног Пере) одликују се бритким хумором са елементима гега. Објавио је и више књига, плаката, реклама, илустрација за књиге и цртаних филмова. Био је члан Хрватског удружења карикатуриста.

## Живот и каријера
Рођен је у Ранковцима код Мурске Соботе, Словенија, 4. октобра 1927. Цртањем и објављивањем неколико карикатура почео је да бави као средњошколац у недељнику „Шило” 1942/43. године. Како је потом отишао у партизане, наставио је да црта претежно портрете у гвашу. Након Другог светског рата уписао је архитектуру. Као студент сарађивао је у Студентском листу и Керемпуху, илустровао књиге, радио рекламе, плакате, радио за цртане филмове и стрип, и бавио се спортом (скијањем и тенисом). Ове активности ометале су га у студијама па је тек након 10-то годишњег апсолвентског стажа дипломирао архитектуру на Архитектонски факултет у Загребу 1960. године.
У „Керемпуху” у коме се дефинитивно афирмисао као карикатуриста, био је стални сарадник од 1946. до престанка излажења листа 1958. године. Од 1950. био је и стални сарадник Вјесника и бројних часописа у тадашњој Југославији и иностранству (Punch, Quick, Panorama).
Сарадњу са Вјесником започео је 1950. и у њему радио све до одласка у пензију 1986. године. У Вјесник је тридесет и три године, почев од 31. јануара 1961, па све до 1993. свакодневно објављивао карикатуре са сталним ликом „Пером”, стресним риболовцем, обичним малим човеком, који се бори са свакодневним проблемима, а касније и Перином женом Кларом и сином Штефеком. Перу или његовог синчића, Ото Рајзингер је „користио” да преко њих говори о озбиљним стварима и многим проблемима који су владали у Југословенском и Хрватском друштву. Према неким прорачунима, објавио је више од 12.000 карикатура са ликом Пере и његове породице.
Са супругом Павицом са којом је живео до краја живота, има два сина. Преминуо је у Загребу 6. априла 2016. у 89 години живота.

## Ликовно стваралаштво
Као изванредан цртач, бавио се илустрацијом, опремом књига, обликовањем плаката, рекламним цртежом, па чак и цртаним филмом. У својим делима показао је свестраност истинскога ликовног уметника који је одлично познавао уметност и технику цртања.
Као, један од ретких, карикатуриста Рајзингер подједнако добро влада портретном и ситуационом карикатуром. Његову портретну карикатуру карактеришу битне индивидуалне специфичности сваког лика, добро изучиог и педантно пренеотог на папир. При томе су пропорције појединих делова лица на Рајзингеровим портретним карикатурама, другојачије од оних стварних, јер у њима не само да је задржана препознатљивост лика ,већ је истакнуто и карактеристично изражајно обележје портретисане особе.
Поред цртања карикатуре Рајзингер се бавио и разним другим жанровима, цртајући карикатуралне портрете и путописне импресије, са пре свега личним тзв. „чистим хумором”, приказујући најразличитије комичне ситуације, било апстрактне, било преузете из живота.

## Изложбе
Поред учешће на бројним групним изложбама, Рајзингер је често излагао и самостално, у земљи и иностранству (Загреб, Амстердам, Мурска Собота, Дортмунд, Лондон, Анкара ...),

## Награде и признања
Ото Рајзингер је добитник многих награда на фестивалима карикатуре у Хрватској, али и у Холандији, Белгији, Шпанији, Португалу, Турској, Јапану и Јужној Кореји. Као доајену хрватске карикатуре додељена су му бројна друштвена и стручна признања, међу којима се истичу:
- Државна Награда за животно дело "Владимир Назор" (1984), Награда града Загреба, те Награда за животно дело Хрватског новинарског друштва. Године 2013. УЛУПУХ му је доделио Награду за животно дело.
- Награда „Владимир Назор” за животно дело (1983),
- Награда града Загреба,
- Награда за животно дело Хрватског новинарског друштва,
- УЛУПУХ-ова Награда за животно дело (2013).